# غونزالو بيتوتيث
غونزالو أفونسو بيتوتيث (توفي عام 929 ) كان نبيل من العصور الوسطى في مملكة ليون وكان إيرل أودثا.

## الأسرة
كان أبن أفونسو بيتوتيث،كونت أودثا ومنديس من أستورياس، أبنة هرمنغيلدو بيريز، تزوج من تيريزا إيريث من لوغو  ، أبنة إيرو فرنانديز ، حاكم لوغو وأوسندا أو إلبيرة، وانجبا:-
- هرمنغيلدو غونزالفيس ، كونت بورتس كال عاش في القرن العاشر، تزوج مومدونا دياث ، الكونتيسة بورتس كال هي أبنة الكونت ديوغو فرينادينث.
- بيلايو (بالو) غونزالفيس ، كونت أودثا، تزوج إرميسيندا غوتيريث من كويمبرا ، إيرل ابنة غوتيرّ منديث، وإيلدوارا إيريث.
- أراغونتا غونزالفيس عقيلة الملك أردونيو الثاني من غاليسيا وليون .
- إيبيريا غونزالفيس متزوجة من بالو (بيلايو) تدونيث.